# Rio Arnoia (Galiza)
O Rio Arnoia é um rio da província de Ourense, Galiza, Espanha, afluente do Rio Minho pela sua margem esquerda.
Nasce na localidade de Vilar de Barrio, da confluência de vários riachos que nascem na Serra de San Mamede. Os principais afluentes do Arnoia são o Rio Maceda, o Rio Ambía e o Rio Ourille. Banha os concelhos de Vilar de Barrio, Baños de Molgas, Xunqueira de Ambía, Allariz, A Merca e Celanova, até que chega ao município da Arnoia. O comprimento total do Rio Arnoia é de 84,5 quilômetros, tornando-o o maior rio da província de Ourense.
Existe um rio homónimo em Portugal, o Rio Arnoia.

## Etimologia
Está documentado como "território Arnogie" em 889 e "rio Arnogie" em 936. De acordo com E. Bascuas, o topónimo "Arnoia" seria derivado da base paleo-europeia * Ar-n-, derivada da raiz indo-europeia * er- 'fluir, mover', com significado hidronímico.